# Gritzner
Maschinenfabrik Gritzner (Gritzner-Kayser AG) i Durlach, idag en del av Karlsruhe, var en tysk tillverkare av symaskiner, cyklar och motorcyklar. 
Max Carl Gritzner grundade företaget 1872 och man blev Europas största symaskinstillverkare. 1887 började man tillverka cyklar och 1903 motorcyklar. Man tillverkade även ångmaskiner och pumpar. 1931 gick Gritzner samman med Pfälzische Nähmaschinen-und Fahrradfabrik vormals GebrüderKayser AG och bildade Gritzner-Kayser AG som köptes upp av Pfaff 1957. 